# Eduroam
eduroam (z anglického Education Roaming) je počítačová infrastruktura pro transparentní používání sítí univerzit a jiných vzdělávacích institucí. Myšlenka vznikla na půdě TERENA (Trans-European Research and Education Networking Association).
Cílem je takové propojení sítí všech účastníků, že uživatel jedné sítě se může pod svým účtem (udržovaným v domovské síti) připojit do libovolné z nich. Důsledkem pak je stejně jednoduché používání jako v případě mobilního roamingu.
Technicky je přihlašování účastníků řešeno pomocí RADIUS serverů. V České republice projekt zaštiťuje sdružení CESNET, které se v projektu angažuje od samého počátku jako koordinátor a propagátor aktivit související s počítačovým roamingem nejen v Česku, ale i v ostatních evropských zemích (Portugalsko, Velká Británie, Belgie, Francie, Německo, Chorvatsko, Maďarsko a Polsko). Logo projektu vytvořil známý český autor knih Pavel Satrapa. Kromě Evropy je do sítě zapojena také Austrálie, Čína, Hongkong, Japonsko, Kanada, Tchaj-wan a USA.

## Technologie
Eduroam poskytuje uživatelům (výzkumníkům, učitelům a studentům) přístup k internetu pomocí svých domovských přihlašovacích údajů v jakékoli instituci po celém světě, která je zapojena do sítě eduroam. To znamená, že uživatel má jen jedinou identitu, která jej opravňuje k přístupu ke všem sítím participujícím v eduroam. Služba eduroam vznikla z myšlenky spojení infrastruktury založené na protokolu RADIUS s protokolem IEEE 802.1x pro roamingový internetový přístup mezi evropskými institucemi. V eduroam je důvěryhodný vztah mezi uživatelem a IdP (identity provider) zajištěn pomocí vzájemné autentizace. Poskytovatelé identity (IdP) a poskytovatelé služeb (SP – service provider) si navzájem důvěřují pomocí hierarchie RADIUS.

### Autentizace
Autentizace probíhá na bázi protokolů IEEE 802.1x a EAP. Klient se připojí na port zařízení, který je ve stavu „zavřeno“ a povolen je pouze autentizační protokol EAP (extensible authentication protocol). Když klient požádá o autentizaci, suplikant zahájí ověření přes EAP protokol. Vyšle žádost o autentizaci na AP (access point), který naváže spojení na RADIUS server a ověří suplikant vůči serveru. Je-li uživatel lokální, ověření probíhá přímo na RADIUS serveru, se kterým AP komunikuje; v opačném případě je žádost transportována přes strukturu RADIUS serverů až na domácí síť uživatele. Tento mechanismus umožňuje mimo otevření a zavření portu také přepnutí do určité VLANy, tzn. klient může dostat přístup do určité sítě, např. do sítě pro hosty.

### Ověřování
Při ověřování je důležitá hierarchická struktura RADIUS serverů. Využívá se 3 úrovní RADIUS proxy serverů – Top-level server, národní RADIUS server a RADIUS server institucí. Každá instituce využívající eduroam má svůj RADIUS server, který umožňuje ověřit uživatele z této instituce. RADIUS servery institucí jsou připojeny k národnímu serveru RADIUS dané země a díky němu dochází k předávání žádostí o ověření mezi institucemi. Stejně tak na Top-level server jsou napojeny národní RADIUS servery všech zemí zapojených do eduroam.